# Чернятка (Брянская область)
Чернятка — опустевшая деревня в Унечском районе Брянской области в составе Березинского сельского поселения.

## География
Находится в центральной части Брянской области на расстоянии приблизительно 7 км на юго-восток по прямой от районного центра города Унеча.

## История
Основана братьями Валькевичами в первой половине XVIII века как хутор Чернящина, Чернещина. До 1781 входила в Новоместскую сотню Стародубского полка. К концу XVIII века в деревне было 10 дворов. В 1859 году здесь (хутор Стародубского уезда Черниговской губернии) учтено было 4 двора, в 1892—16. По состоянию на 2020 год опустел.

## Население
Численность населения: 31 человек (1859 год), 111 (1892), 21 человек (русские 100 %) в 2002 году, 3в 2010.